# Paseo El Carmen
El Paseo El Carmen es un destino turístico ubicado en el centro histórico de la ciudad de Santa Tecla departamento de La Libertad en El Salvador caracterizado por su actividad tanto diurna como nocturna y sus atracciones como la Parroquia Nuestra Señora del Carmen y el Palacio Municipal de Bellas Artes.

El paseo se extiende por varias cuadras en las cuales se encuentran diversos restaurantes, bares y cafés. Este destino turístico se encuentra muy cerca de los 

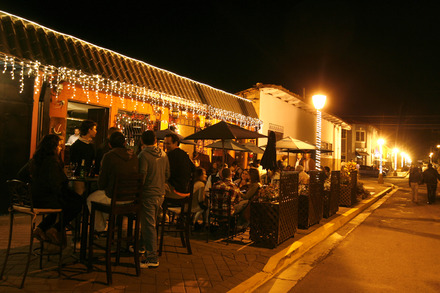
Destino turístico para la población del municipio de Santa Tecla

principales centros comerciales del municipio de Santa Tecla.

## Diversidad cultural
Durante su recorrido se puede observar a simple vista la gastronomía de comida típica y cocina internacional, bebidas tradicionales como: shuco, ponche, chocolate caliente, cóctel de frutas, sorbetes artesanales, artesanías, pinturas y bisutería.   
Por otro lado cabe mencionar que durante toda la peregrinación del paseo, se encuentran de vez en cuando artistas como: dibujantes que hacen retratos caricaturescos, estatuas vivientes, y músicos tocando guitarra, marimba, flauta entre otros instrumentos y otras actividades económicas que la creatividad tecleña lo permita.   

## Festividades clásicas
Una de las celebraciones que desde hace tiempo se realizaba año tras año, era la cena de gala o más bien reconocida como “la hora cero” en donde había una gran variedad de orquestas, bandas y diferentes estilos musicales, para pasarla bien entre familiares y amigos con el principal objetivo de amanecer el día siguiente del año nuevo.
Otra gran celebración que usualmente nunca falta, es la Semana Santa donde hay una gran preparación de comida típica, para acompañar en las peregrinaciones que realizan las parroquias principales que se encuentran alrededor de dicho paseo como: Iglesia El Carmen, El Calvario y La Inmaculada Concepción. También cabe destacar que diferentes instituciones como: colegios, escuelas, parroquias, grupos juveniles cercanas al municipio, días antes preparan alfombras de aserrín y sal con diseños muy creativos y coloridos, para poder crear un ambiente con más devoción cristiana. 

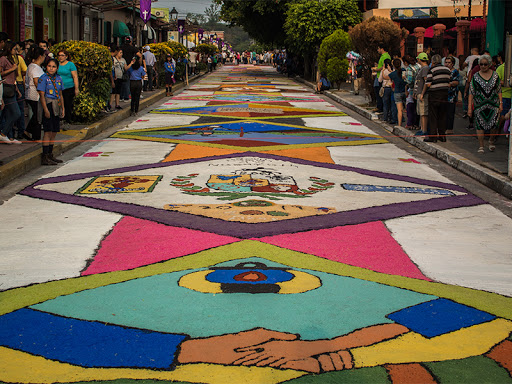
Alfombras de aserrín y sal decorativas para la celebración de la Semana Santa

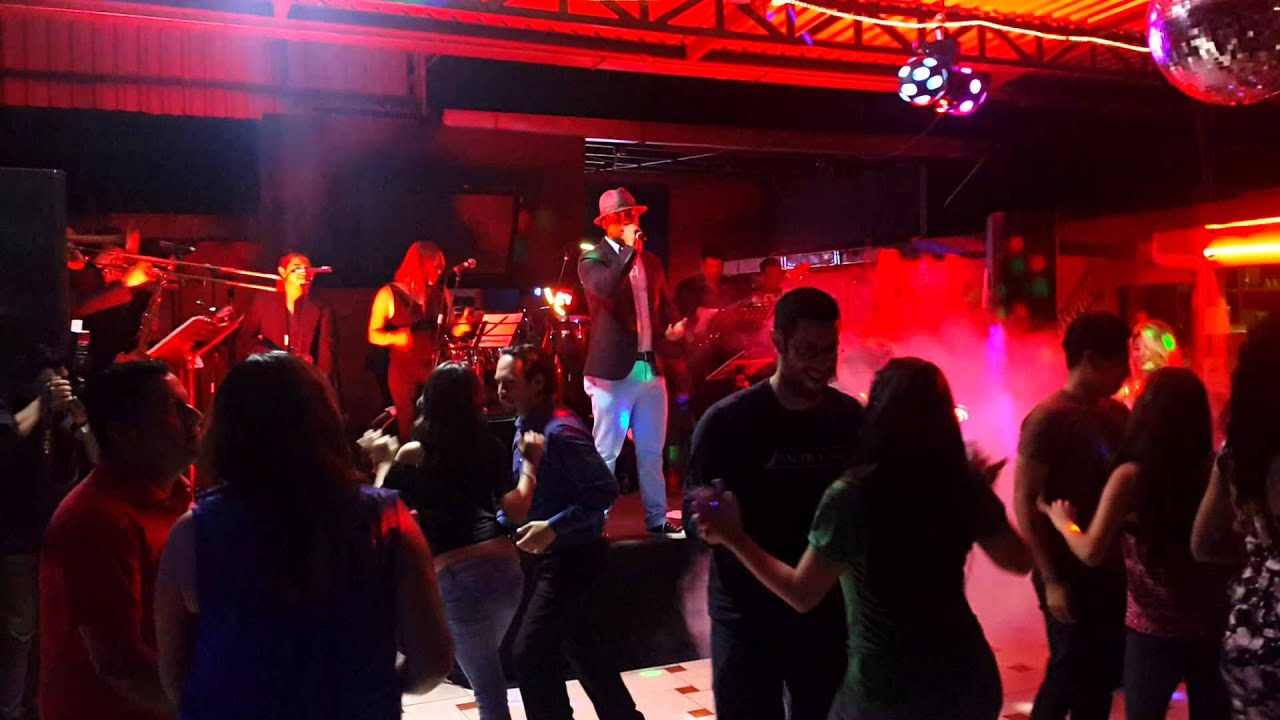
Celebración de fin de año en el municipio de Santa Tecla

## Historia
En el año 2009 nace la idea de transformar el paseo en un importante destino turístico a nivel nacional, mediante la cooperación conjunta de la empresa privada y la ciudadanía local con cambios importantes como el sistema de aceras ampliadas especialmente para que la ciudadanía pueda caminar y convivir, la sustitución de cableado aéreo de energía eléctrica por cableado subterráneo, colocación de mobiliario urbano, iluminación y más recientemente instalación de cámaras de seguridad, para la tranquilidad de los visitantes. A la fecha cuenta con 5 etapas.

## Parroquia Nuestra Señora del Carmen
El nombre de dicho paseo proviene de la Parroquia Nuestra Señora del Carmen, que fue construida en el siglo XVIII y que aún se mantiene en pie. La iglesia comenzó a construirse específicamente en agosto de 1856 y posee un característico estilo neogótico donde resaltan estructuras talladas en madera y paredes hechas de ladrillo y talpetate. Según estimaciones su construcción finalizó en 1914.

Históricamente esta iglesia albergó 3 campanas que resonaban en toda la ciudad de Santa Tecla, y fueron nombradas en representación de quienes contribuyeron a la construcción del templo: Carmela, que data de 1908; La Chaleca, elaborada en el año 1918;  y “Corazón”, fabricada en 1923.

## Palacio Municipal de Bellas Artes
Otra de las atracciones del Paseo El Carmen es el Palacio Municipal de Bellas Artes que le da un toque artístico, con su estilo colonial y con influencias neogóticas, neorrománticas, neorrenacentista y neovicentinas que se mezclan con el arte Europeo de la época colonial, en donde se exhiben numerosas obras de artistas salvadoreños.

## Generalidades
Ubicación:
1ª calle poniente
Ubicación satélite:
Altura 3114 pies
N 13° 40.524’
W 19°17.332
Horario de abertura:
Todos los fines de semana